# 黃應甲
黃應甲，懷寧人，明朝军事将领。
自小學習韜略，善騎馬。為百夫長。嘉靖壬戌武举，隆慶年間，以潯梧左參將，隨俞大猷討平韋銀豹，进秩二等。萬曆五年，升任浙江總兵官，后改廣東總兵，平定龍川鮑時秀之妻杜氏，有妖术，攻占河源、归善、博罗诸县，割據义都缑岭，自号无敌峒王。後为应甲镇压。蜑戶蘇觀陞、周才雄等招亡命之徒數千人，大掠雷、廉之地，俘殺斷州千戶田治。应甲领五军并进，生擒蘇觀陞、周才雄，斩首四千余级。再平定梁本豪兵變，之後擔任左軍都督府僉事，后罷職歸鄉。有子黃宫声。